# MSC Napoli

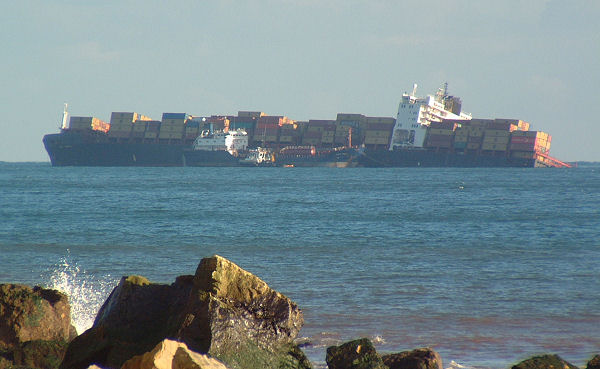
MSC Napoli strandat vid Branscombe.

MSC Napoli är ett brittiskflaggat containerfartyg byggt 1991 på Samsung Heavy Industries varv i Geoje. Fartyget är 275,66 m långt, 37,10 m brett, har ett djupgående på 13,5 m och ett tonnage på 62 000 dödviktston. Containerkapaciteten är 4419 TEU. Toppfart 24 knop. Fartyget var världens första containerfartyg större än Panamax-klassen, det vill säga - för stort för att gå genom Panamakanalen.
Under gång mot Portugal 18 januari 2007 mötte fartyget en orkan och hamnade i sjönöd 80 km söder om Lizard Point i Engelska kanalen. Besättningen sände ut nödsignal och gick i livbåtarna. 19 januari bogserades fartyget in i Lyme Bay och sattes på grund. Containrar som flöt iland plundrades fritt fram till 23 januari, då polisen började ingripa. Ännu i mitten av februari pågår lossning av containrar. 